# Zlynkovský městský okres
Zlynkovský městský okres (rusky Злынковское городское поселение) je místní samosprávní celek v centrální části Zlynkovského rajónu v Brjanské oblasti. Administrativním centrem je město Zlynka.
Byl vytvořen v důsledku komunální reformy v roce 2005 z území reformované Zlynkovské městské rady (Злынковский Городской Совет), ke které byly připojeny části Bolšješčjerbiničského a Karpilovského selsovětu.

## Sídelní útvary
- město Zlynka
- sídlo Pavlovka
- vesnice Petrovka